# Kapor (növényfaj)
A kapor (Anethum graveolens L.) közismert fűszer- és gyógynövény, az Anethum növénynemzetség egyetlen faja. Népies elnevezései: fűszerkapor, kertikapor, kertikömény, uborkafű.

## Származása, élőhelye
Eredetileg a Földközi-tenger vidékén termett. Pannóniába és Európába valószínűleg a római legionáriusok hozták be.
Elterjedt fűszer- és gyógyszeralapanyag.
A zellerfélék családja Anethum nemzetségének két faja közül a graveolens az ismert és általánosan elterjedt. A növény őshazájáról megoszlanak a vélemények, egyesek a Közel-Keletre, mások a Földközi-tenger vidékére helyezik, ahol vadon is előfordul. Innen terjedt el egész Ázsiában, Amerikában, Európában. Kontinensünkön már az ókorban is ismert volt, a görög-római civilizációban kiterjedten fogyasztották.
Magyarország és a Kárpát-medence gasztronómiájában jelentős szerepet betöltő fűszernövény. A magyar konyhában előszeretettel használják a kaprot.

## Jellemzői
Egyéves, kissé fásodó szárú növény. Karógyökere 40–60 cm mélyre hatol a talajba, a felső 20–30 cm-es részen egyenletes eloszlásban, de nem túl sűrűn indulnak ki belőle az oldalgyökerek. Gyengén fejlett gyökérrendszere miatt érzékenyen reagál a felső talajréteg vízforgalmára. Hengeres, mereven felálló szára finoman barázdált, a gyökérnyaktól kezdve bármelyik szakaszán elágazhat. Szárának hosszát (60–140 cm) a környezeti tényezők erősen befolyásolják. A száron végig található szórt állású levelek közül az alsók könnyen elszáradnak. A tő- és a szárlevelek többszörösen szárnyasan szeldeltek, a levélhüvely csúcsa kicsípett. Az ép szélű keskeny levélsallangok fonalasak. A szár és valamennyi oldalhajtás ernyős virágzatban végződik. A virágzat alatti 1-2 gallérlevél korán lehullik.
Az ernyős virágzaton belül az egyes virágok négykörösek, mert a belső porzókör hiányzik, egy-egy körön belül öt virágtag foglal helyet. A csésze erősen leegyszerűsödött, karimája is jellegtelen. Az öt sárga sziromlevél szabadon áll, az ugyancsak öt porzó kissé kiemelkedik a sziromlevélszintből. A két termőlevélből összenőtt alsó állású magház mindkét rekeszében egy-egy magkezdemény található. A kétágú bibe vastag bibevánkoson foglal helyet. Az alsó állású magház két termőlevélből nőtt össze. A magház és a termés kopasz, esetleg igen apró pelyhek találhatók rajta. Az ikerkaszat termés az érés folyamán két egymagvú résztermésre esik szét. A termés lencseszerűen összenyomott, széle szárnyas. A barna résztermések háti, domború oldalán 4, míg a hasi részen csak, 2 illóolajjárat húzódik a mezokarpiumban. A magban a fejlett táplálószövettel szemben kis embrió található.

## Változatai, fajtái

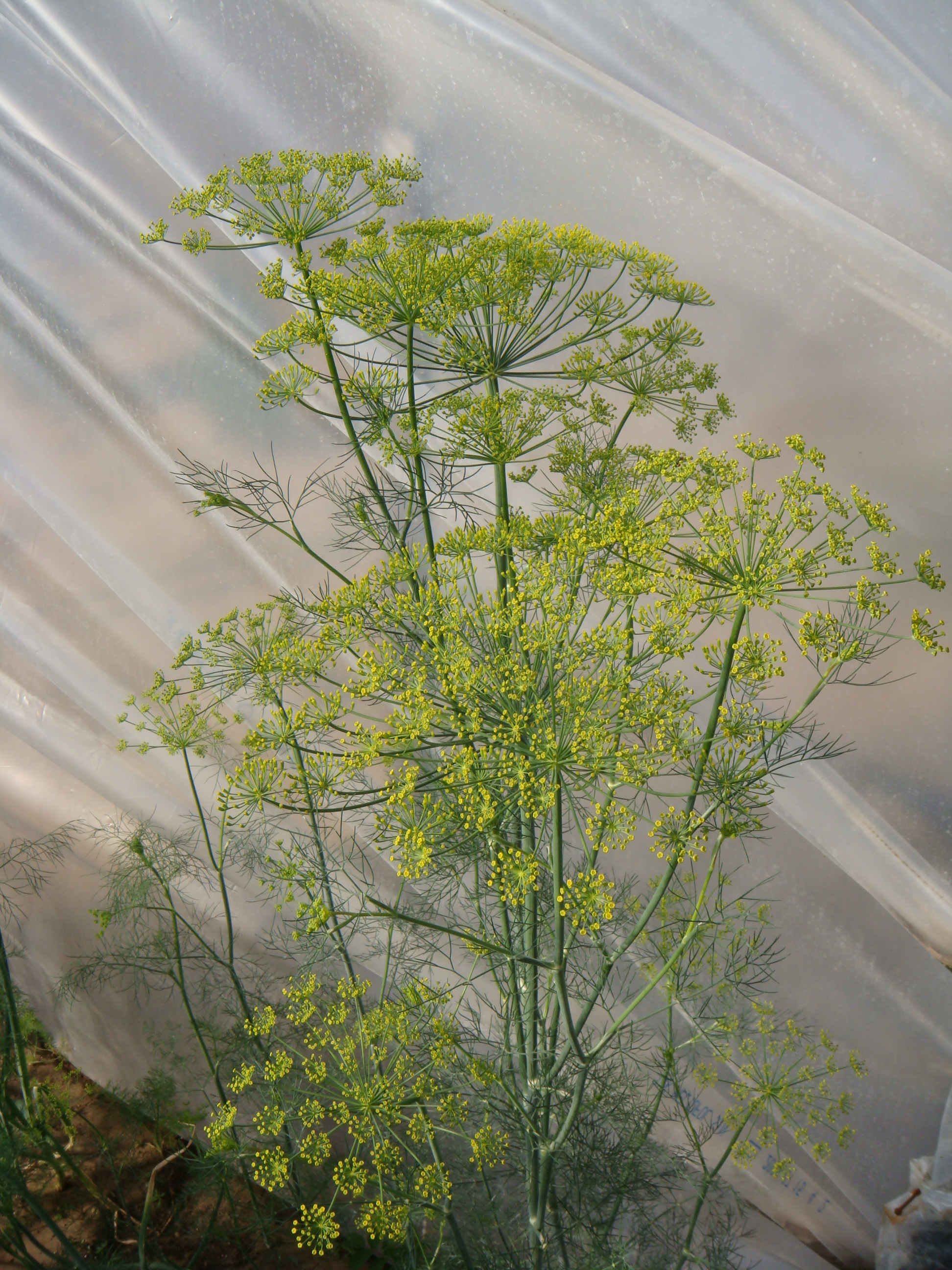
Kapor (Anethum graveolens)

Számos helyi változat, közte tájfajta („Szentesi aroma”) van a kiskerti termesztésben. Minősített hazai fajta a „Budakalászi”, amely a leírt faj populációs anyaga. Az „Aneto” (Zorzi) magasabb (1,5 m), dús lombozatú, bőtermő, kissé későbbi. Zöld kapornak alkalmas a „Chrestensen”, ami dús levélzetű, nyirkosabb talajokon is bőven terem. A „Mammuth 4553” erőteljesen növekszik, jó magtermő.

## Környezeti igénye
Közepesen melegigényes. Fejlődése során hőigénye változik: kezdetben az alacsony hőmérséklet előnyösebb számára, míg bimbós állapotban a magas. Magjai 4-5 °C-on már csírázásnak indulnak, de az optimális csírázási hőmérsékleten, 12-15 °C körül, sok levelet és jó gyökérzetet fejleszt. Fejlődésének abban a szakaszában, amikor a szárcsúcsokon az ernyők megjelennek, hőigénye 10 °C-kal nő, csak 20 °C felett biztos a terméskötése és gyors az érés lefutása. A hidegre kevésbé érzékeny. Korai vetéssel az esetleg előforduló késő tavaszi fagyok sem tesznek kárt benne.
Fényszükséglete hasonlít a hőigényéhez. Kezdetben félárnyékban is szépen növekszik, ilyenkor nem szükséges a folyamatos megvilágítás. Virágzásakor azonban sok napfényt kíván. E periódusban, ha tartósan borús az idő, akkor lényegesen kevesebb mag kötődik. Öntözés nélkül is termeszthető. Tavasszal a talajnedvesség általában elegendő magjai csírázásához és a vegetatív részek növekedéséhez. Az ernyők megjelenése előtti felgyorsult fejlődéskor sok vízre van szükség, e magas vízigénye az egész virágzás idején tart, majd terméséréskor ismét csökken. Másodnövényként biztonságosan csak öntözéssel termeszthető, különösen fontos a kelesztő öntözés.
A talaj iránt kevésbé érzékeny. Szélsőséges talajtípusok (futóhomok, szik) kivételével mindenütt termeszthető. Sovány talajokon is megél, igaz jóval kevesebb maghozamot produkál, és a szára is lényegesen rövidebb lesz. A könnyen melegedő, jó vízgazdálkodású középkötött vályogtalaj az ideális számára. Agyagos talajokon is megél, de a tenyészideje meghosszabbodik. Közepes tápanyagigényű. Sovány talajokon ajánlatos 10 m²-enként 20–30 kg szerves trágyát adni alá, míg közepes tápanyagszintű területeken elegendő a műtrágyázás is. Fokozottabb foszfor- és káliumadagolásra nagyobb maghozammal válaszol. Ugyanakkor ha a nitrogén van bőségben, több leveles hajtás takarítható be, de kevesebb magot köt. 10 m²-es területre 20-25 dkg pétisót, 40-45 dkg szuperfoszfátot és 15-20 dkg kálisót szórjunk ki, ha nagyobb maghozamot várunk. Fokozottabb zöldtömeg eléréséhez a foszfor és a kálium arányát csökkenthetjük, akár a felére is, míg a nitrogénét a másfél-kétszeresére növelhetjük.

## Termesztése

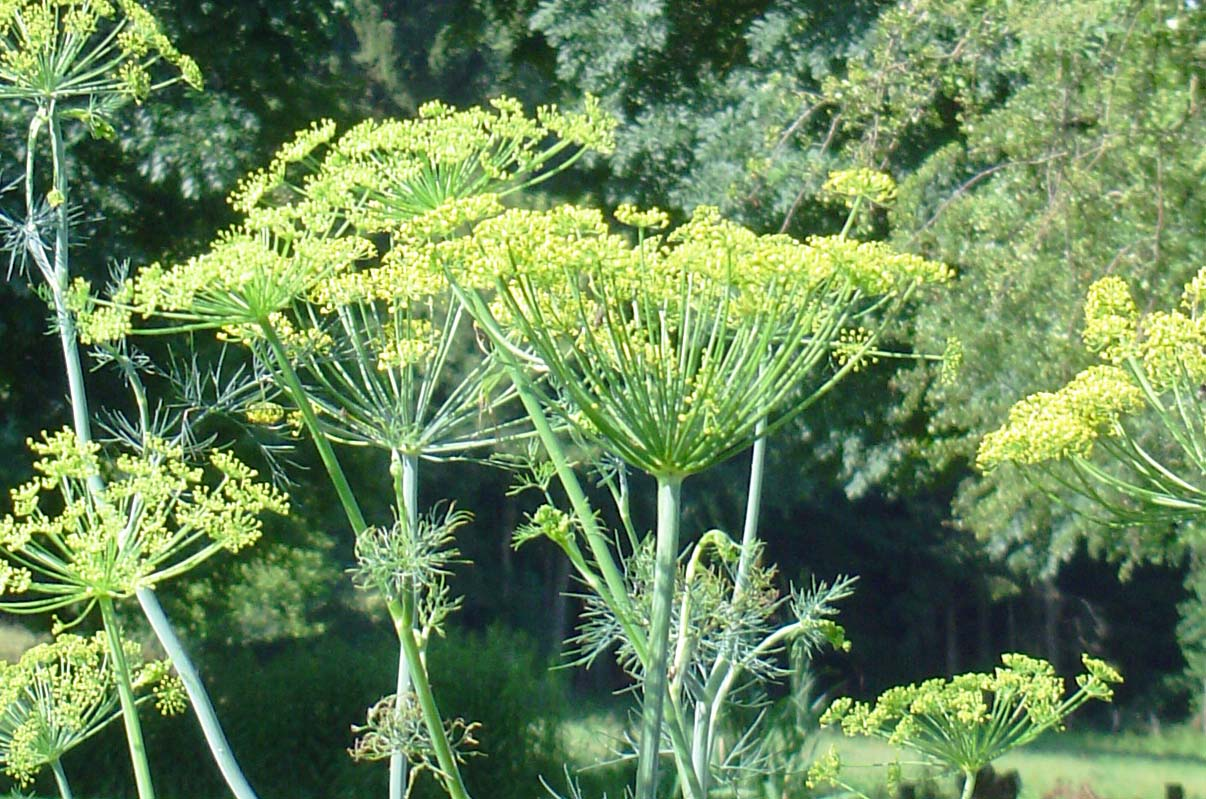
A kapor bogernyője

Rövid, 3-4 hónapos tenyészideje, gyors növekedése miatt elő- és utónövényként is termeszthető. Ritkán vetik főnövénynek, pedig nemcsak nagy zöld tömeget ad (6–8 kg/10 m²), hanem jó maghozó is (1-1,5 kg mag/10 m²). Bár hazánkban természetes úton nem fordul elő, termesztésből kivadulva, elhagyott kertekben, útszéleken az elszórt magokból évekig fenntartja magát.

### A föld előkészítése
Egynyári növény. Ősszel a betakarítás után távolítsuk el a területről a fertőzött növényi maradványokat, majd szórjuk ki a szerves és műtrágyákat. Az utóbbiak közül a foszfor- és káliumtartalmúak egész mennyisége mellett a nitrogénnek 1/4-ét is ekkor juttathatjuk ki. Egyenletesen terítsük szét a trágyát, ne maradjanak nagyobb csomók vagy rögök. Ezután mélyszántással vagy ásással dolgozzuk a talajba, majd hagyjuk rögösen, hogy a téli csapadék könnyen lejusson. Tavaszra a hantok nagy része elmállik. Mihelyt rá lehet menni a talajra, kapával, gereblyével egyengessük el a felszínt. Apró-morzsalékos, kissé tömörített magágyat készítsünk.

### Vetés, gondozás

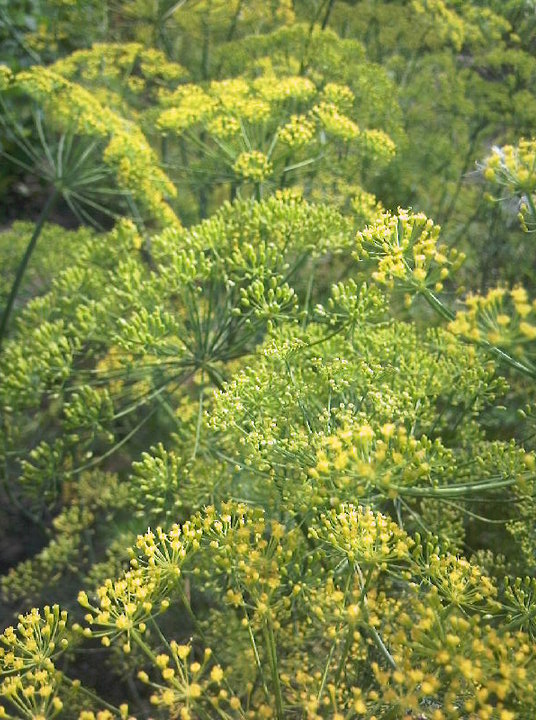
Kaproskert

Tavasszal, március elejétől vessük. Hagyományos jellegű házi kertekbe, utcakertbe is ültethetjük. Helye lehet bemutató-, iskola- és más típusú kertekben is csoportosan. Útszegélynek is megfelelő. Erkélyládákban, cserepekben, városi lakások balkonjain is megél.
Magtermesztéshez legkésőbb május közepéig vessük el, mert később már bizonytalan a beérése. Másodnövényként július-augusztusban vethetjük, ekkor azonban magra már ne számítsunk. 12–20 cm között húzzuk ki a sorokat, úgy, hogy a magok 2–3 cm-nél mélyebbre ne kerüljenek. Vetés után alaposan takarjuk be és feltétlenül tömörítsük enyhe taposással a talajfelszínt, ellenkező esetben hiányos a kelés. Ebben az időszakban igen érzékeny a kiszáradásra, ezért különösen nyári vetésekor csak öntözéssel kel kifogástalanul. Vethető köztesként is, nem túl magasra növő növények, gyökérzöldségek, burgonya, bab közé.
Rövid tenyészideje alatt két-háromszori kapálással gyommentesen tarthatjuk az ágyását. Szárazságban néhány öntözést, különösen a virágzás időszakában szépen meghálál. Öntözés nélkül gyorsan száradnak a levelei, és kisebb a maghozama.

### Szedés
Levélfűszernek a 30–35 cm-es magasság elérésekor szedjük, ez még a szárba indulás előtti szakasz. Ekkor a hajtások zsengék, zöldek, dúsan levelesek. A levágott leveles hajtásokat igen vékonyan kiterítve, száraz, fedett helyen szárítsuk meg és apróra összetörve zárt edényben tároljuk. A magokat folyamatosan szedjük, mert az elvirágzás sorrendje szerint szakaszosan érik. Különösen az első szedésre vigyázzunk, nehogy a középső főhajtás legértékesebb magjai elhulljanak. A megbarnult, de még nem pergő ernyőket metszőollóval vágjuk le és a levélhez hasonlóan mesterségesen szárítsuk tovább.

### Betegségek
A gombás betegségek közül a fuzikládiumos varasodás okozza a legtöbb gondot, ami könnyen összetéveszthető a lisztharmattal. Bimbós állapottól kezdődően lép fel, a leghatásosabb védekezési mód ellene a fertőzött növények eltávolítása és megsemmisítése. A kártevők közül a levéltetvek és különböző lepkék lárvái veszélyeztethetik a töveket.

## Konyhai felhasználása
Levele, fiatal virága és beérett termése egyaránt alkalmas fűszerezésre. A hajtásokat és a leveleket frissen és szárítva is használjuk. Zöld virágos részét (Anethi folium) nyersen és szárazon morzsolva, magját (Anethi fructus) egészben és darálva is fogyasztjuk. Átható aromáját illóolajok adják.
A magyar konyha régi, kedvelt fűszernövénye. Nélküle elképzelhetetlen a kovászos uborka, a túrós lepény, a tökfőzelék, kapros-túrós palacsinta. Használják levesek, főzelékek, saláták, egyes hal, gombaételek, körözöttek, mártások, túró ízesítésére, a kovászos uborka, a paprika, a savanyú káposzta és a tök eltevésénél. Szinte minden friss és eltett savanyúságba alkalmazható.
Gyakran használják fűszeres ecetekben és páclevekben, likőrökhöz. A friss zöld kapor az erdélyi ordás-palacsinta ízesítője; a tökfőzelékhez szinte elengedhetetlen. Őrölt magjával a véres hurkát ízesítik. Több étel frissen vágott kaporral meghintve (pl. székelygulyás) különösen ízes lesz.
A kapormártás, illetve -leves nálunk kedvelt csemege. A frissen szedett, zsenge hajtásaiból készített kaporszósz főtt húsokhoz, húsgombócokhoz, hal-, rák- és csigaételekhez is kiváló.
Fűszerezésre, ízesítésre felhasználja a konzerv-, a cukor-, a likőripar, de megtalálható az illatszeripar készítményeiben is. Az élelmiszeriparban főleg tisztított illóolaját használják.
A száraz növény csokrokban, padlóvázában díszként használható.

## Gyógyászati felhasználása
A Földközi-tenger környékén élő ókori népek általánosan használták gyógyszerként fejfájás és gyomorpanaszok ellen. Teája vízhajtóként, illetve felfúvódás, emésztési zavarok, bélpangás, hányinger, fogínygyulladás, álmatlanság, étvágytalanság esetén jó hatású.[forrás?] Magjából teát főzve a csuklás gyors és kellemes ellenszere.[forrás?]
A világoszöld illóolaj a zöld növény 0,3-0,5%-át, míg a termés 2,4-4%-át teszi ki. Az illóolaj fő komponense a d-karvon, d-limonén, dillapiol és fellandrén.[forrás?] Termésében ezenkívül 15-20% zsírolaj, fehérje is található. Az illóolaj mennyisége termőhelytől és időjárási tényezőktől is függ. Friss növényben a legtöbb aromaanyag virágzás után, zöld termés állapotban található.

## Magyar receptek
- Kaporleves
- Kaporleves húsgombóccal
- Kapros túrós rétes
- Túrós pite kaporral
- Juhtúrós galuska kaporral
- Kapros uborkasaláta
- Kaporszósz